# Petras Auštrevičius
Petras Auštrevičius, né le 16 mai 1963 à Juodšiliai (lt), district de Vilnius, est un économiste et homme politique lituanien, diplomate, activiste de la société civile, ancien membre du Seimas et membre du Parlement européen depuis 2014.

## Biographie

### Éducation
En 1981, Petras Auštrevičius entre à la faculté d'économie de l'université de Vilnius dont il sort diplômé en 1986.
De 1988 à 1991, il est chercheur à l'institut d'économie de l'Académie des sciences de Lituanie.
De 1992 à 1993, Petras Auštrevičius étudie la diplomatie à l'Institution Hoover de l'université Stanford.

## Prix et récompenses
- Ordre de l'Honneur de Géorgie (2013)
- Médaille pour commémorer l'adhésion de la Lituanie à l'Union européenne et à l'OTAN (2004)
- Croix de commandeur de l'ordre du Grand-Duc Gediminas (1998)
- Troisième classe de l'ordre du Mérite de l'Ukraine (2015)